# 붉은악마

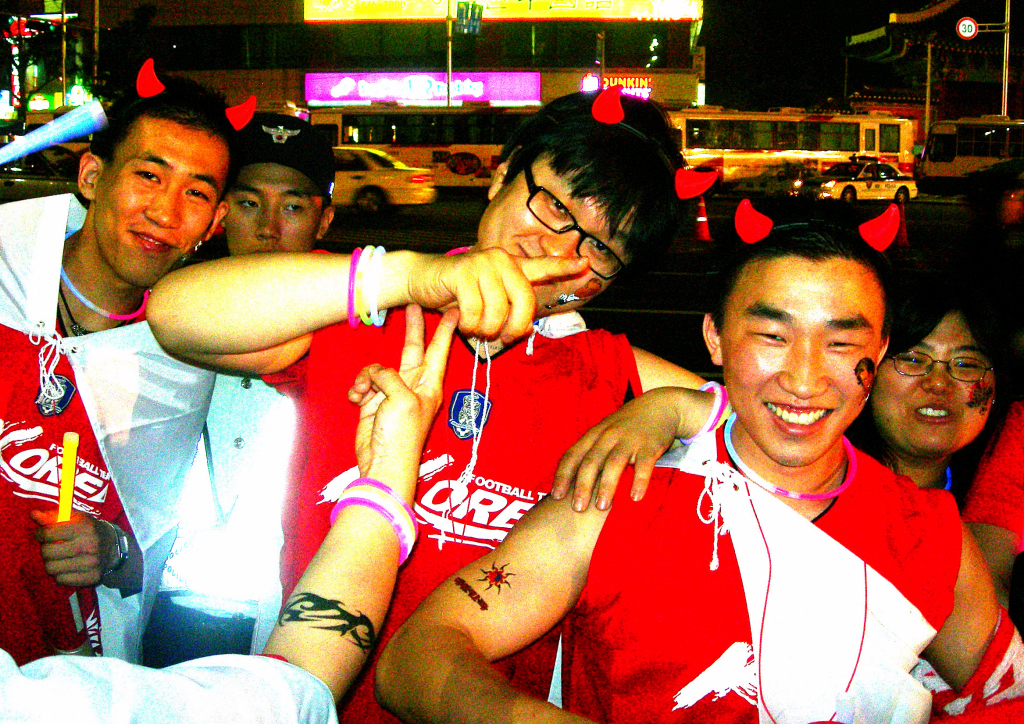
붉은악마

서울에서 2002년 FIFA 월드컵 경기를 보며 응원하는 사람들

붉은악마( - 惡魔, 영어: Red Devils)는 대한민국 축구 국가대표팀의 공식 서포터즈 클럽이다. 1997년 봄 PC 통신의 축구 관련 동호회에서 1998년 FIFA 월드컵 아시아 예선을 앞두고 국가대표팀을 조직적으로 응원해야 할 필요성에 대해서 공감대가 형성되었다.
가칭 '그레이트 한국 서포터스 클럽(Great Hankuk Supporters Club)'을 설립하여 1차 예선전부터 직접 경기장에 참여하면서 조직적으로 응원을 시작하였다. 이후 정식명칭에 대한 공모를 통해서 1997년 8월 ‘붉은악마’를 정식 명칭으로 정했다. 
2002년 FIFA 월드컵이 개최되었을 때 처음으로 세계에 알려지게 되었다. 2006년 월드컵이 종료된 이후 사무실을 철수하며 가지고 있는 현금자산을 사회단체등에 기부하였다. 따라서 현재는 사무실을 운영하지 않고 온라인상으로 활동하며, 필요시 오프라인에 모여 회의등을 진행한다.
운영에 필요한 결정 등은 각 지부의 운영자등이 투표를 통해 민주적으로 한다.

## 치우천왕
붉은악마에서는 공식적으로 치우천왕을 상징으로 채택하고 있다. 붉은악마에서 치우천왕을 나타내고 있다고 주장하고 있는 도안은 신라의 귀면와를 토대로 한 것이다. 참고로 대한민국 사학계에서는 해당 귀면와의 도안과 치우는 무관하다고 보고 있다.

## 명칭 유래
1983년 멕시코에서 개최된 세계청소년축구대회에서 한국 U-20 대표팀이 4강에 진출하는 대이변을 일으켰는데 이를 보도한 외신 기사에 사용된 표현을 1983년 당대 국내 언론에서 '붉은 악마'로 번역하여 알려진 것이 유래이다.
한편 대한축구협회에서도 '붉은 악마'로 번역된 표현이 들어가 있다는 1983년 세계청소년축구대회 관련 당시 외신 기사원문을 현재까지도 확보하지 못 하고 있기 때문에 정확히 어떤 표현을 당시 외국 언론에서 사용했는지 확인이 안 되고 있으며 외국 언론에서 'Red Furies'로 표현했었다는 1997년 후대에 작성된 국내 기사가 있지만 외신 기사원문틀 통해 입증된 사실이 아니기 때문에 단정지을 수 없다.

## 명칭에 대한 논란
일부에서는 ‘붉은 악마’라는 명칭에 반감을 가지고 있기도 하지만(특히 개신교쪽이 민감하다.), 붉은 색 유니폼을 입는 팀이 ‘붉은 악마’라는 애칭을 가지는 경우는 매우 많다. 예를 들어, UEFA 유로 1984 준우승과 1986년 FIFA 월드컵 4강에 오른 벨기에 축구 국가대표팀은 ‘붉은 악마’라고 불렸으며, 맨체스터 유나이티드도 ‘붉은 악마(Red Devil)’라는 애칭으로 불리고 있으며 독일의 2. 분데스리가의 1. FC 카이저슬라우테른도 '붉은 악마(die Roten Teufel)'로 불리고 있다.  아르헨티나의 인데펜디엔테 역시 그들의 붉은 유니폼으로 인해 ‘붉은 악마’(los Diablos Rojos)라는 별명을 갖고 있다.
또한 1983년 멕시코 세계 청소년 축구대회에서 당시 대한민국 청소년 대표팀은 아무도 예상치 못한 4강에 올라 세계를 놀라게 했고 당시 외국 언론들은 한국 대표팀을 붉은 악령(Red Furies) 등으로 호칭하며 놀라움을 표시하였다.

## 같이 보기
- 대한민국 축구 국가대표팀